# Lista över Württembergs regenter

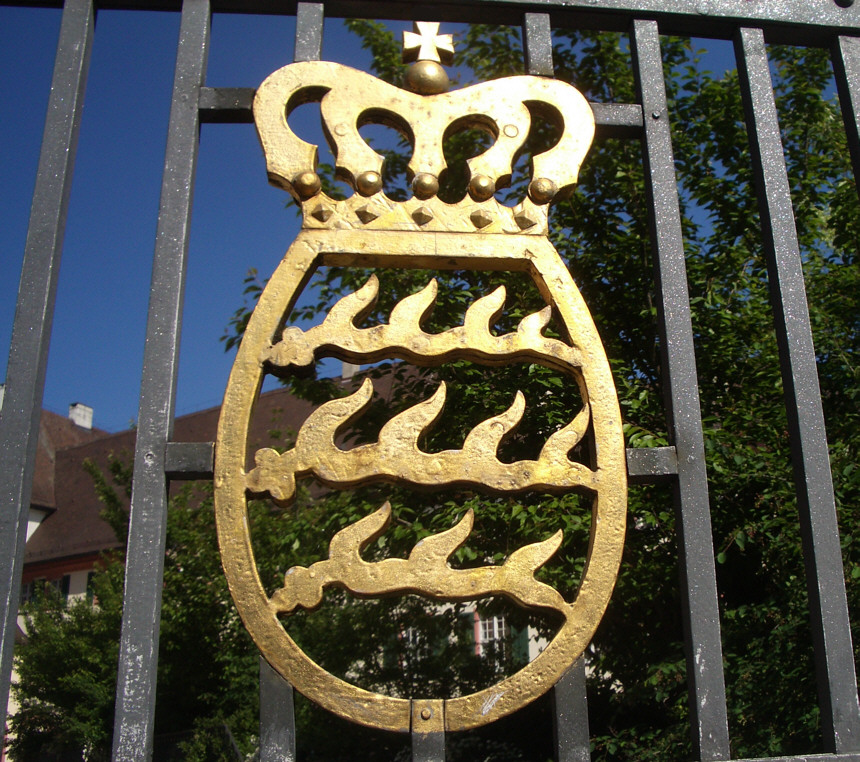
Vapen för ätten Württemberg, på en port på ett av familjens nuvarande residens, Schloss Altshausen i Altshausen, Tyskland

Detta är en lista över regenter över den tyska staten Württemberg, fram till att den regerande dynastin avsattes 1918.

## Grevar av Württemberg till 1495
- Konrad I 1089-1122 (förmodat)
- Konrad II 1110-1143 (förmodat)

- Ludvig I 1143-1158
- Ludvig II 1166-1181
- Hartmann 1194-1240
- Ludvig III 1194-1226
- Ulrich I 1241-1265
- Ulrich II 1265-1279
- Eberhard I 1279-1325
- Ulrich III 1325-1344
- samregenter:

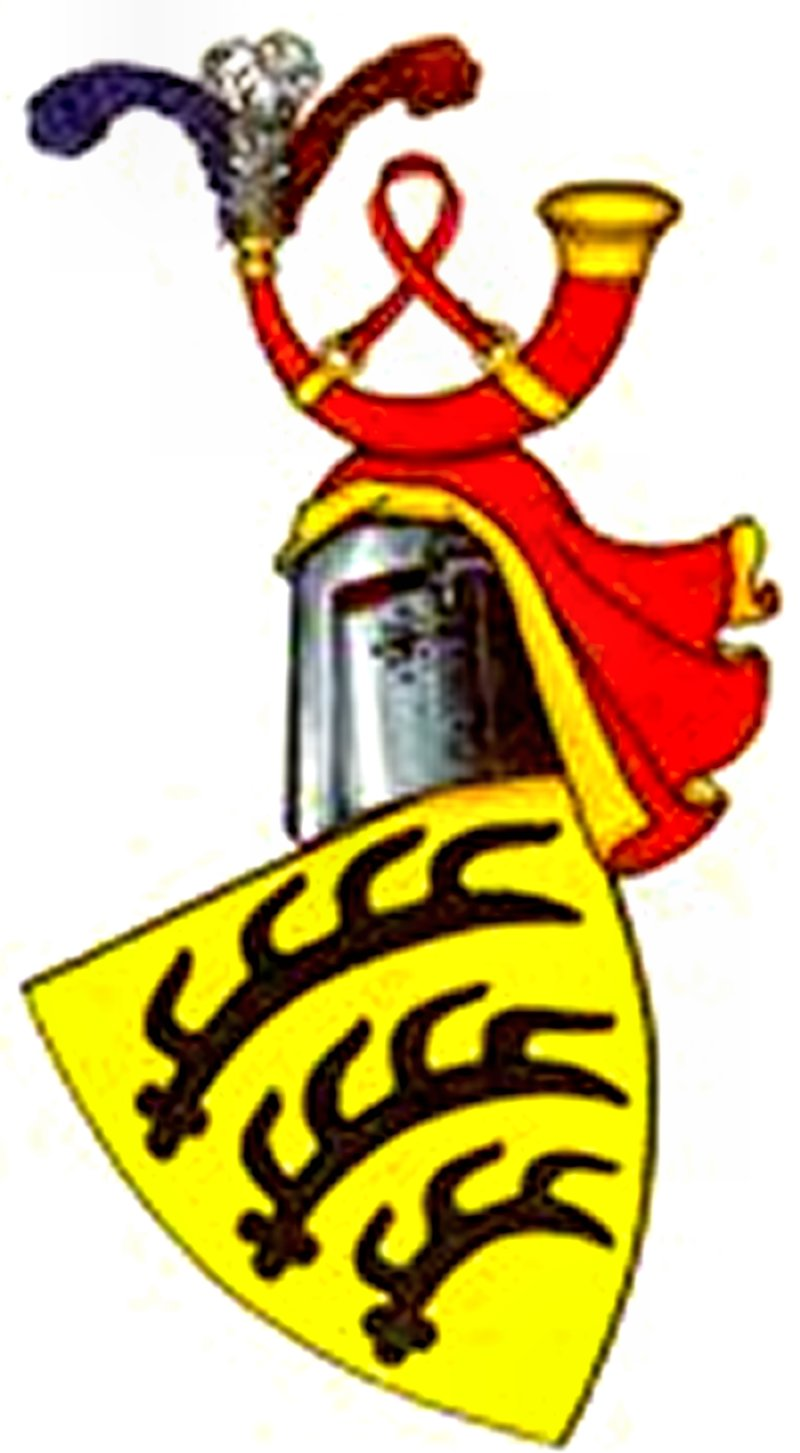
Vapen för grevarna av Württemberg

  - Eberhard II 1344-1392 (regerade ensam från 1362)
  - Ulrich IV 1344-1362
- Eberhard III 1392-1417
- Eberhard IV 1417-1419
- Ludwig I 1419-1450
- Ulrich V 1419-1442

Vid Nürtingenfördraget delades grevskapet Württemberg i två separata linjer. Württemberg-Stuttgart med huvudstaden Stuttgart och Württemberg-Urach med huvudstaden Urach.

### Württemberg-Stuttgart linjen
- Ulrich V 1442-1480
- Eberhard VI 1480-1482, senare hertig Eberhard II

### Württemberg-Urach linjen
- Ludvig I 1442-1450
- Ludvig II 1450-1457
- Eberhard V 1457-1495

Vid Münsingenfördraget återförenades två olika linjer under Eberhard V 1482. Eberhard antog hertigtiteln 1495.

## Hertigar av Württemberg 1495-1803
- Eberhard I 1495-1496
- Eberhard II 1496-1498
- Ulrich I 1498-1519

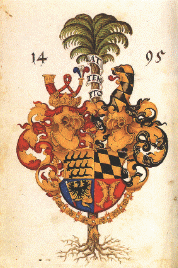
Vapen antaget av Eberhard I 1495 när Württemberg blev ett hertigdöme

- Württemberg annekterat av Österrike 1519-1534
- Ulrich I (återinsatt) 1534-1550
- Christoph 1550-1568
- Ludvig 1568-1593
- Fredrik I 1593-1608
- Johan Fredrik 1608-1628
- Eberhard III 1628-1674
- Vilhelm Ludvig 1674-1677
- Eberhard Ludvig 1677-1733
- Karl I Alexander 1733-1737
- Karl II Eugen 1737-1793
- Ludvig Eugen 1793-1795
- Fredrik II Eugen 1795-1797
- Fredrik III 1797-1803

1803 upphöjdes hertigen av Württemberg till kurfurste av Tyska riket.

## Kurfurstar av Württemberg 1803-1806
- Fredrik I 1803-1806

1806 upphöjde Napoleon kurfursten av Württemberg till kung av Württemberg.

## Kungar av Württemberg 1806-1918

Kungariket Württembergs statsvapen.

Den siste kungen av Württemberg tvingades att abdikera 1918.

## Överhuvuden för huset Württemberg sedan 1918
Successionen inom huset Württemberg har fortsatt till nutiden, även om de inte spelar någon politisk roll.
- Kung Vilhelm II 1918-1921
- Hertig Albrecht 1921-1939
- Hertig Philipp Albrecht 1939-1975
- Hertig Carl 1975-2022